# Списак заштићених подручја у Београду
У Београду је заштићено или је у поступку заштите укупно 46 подручја. Од тог броја је пет предела изузетних одлика, 37 споменика природе и четири заштићена станишта. 

## Предели изузетних одлика
| ИД    | Слика | Назив                                                          | Општине/Градови   | Регија | Локација                                                      | Напомена |
| ----- | ----- | -------------------------------------------------------------- | ----------------- | ------ | ------------------------------------------------------------- | -------- |
| ПИО10 |       | Предео изузетних одлика Велико ратно острво                    | Земун             | БГ     | 44° 49′ 56″ С; 20° 26′ 09″ И / 44.83218326° С; 20.43591831° И |          |
| ПИО11 |       | Предео изузетних одлика Космај                                 | Младеновац, Сопот | БГ     | 44° 27′ 30″ С; 20° 34′ 21″ И / 44.45842736° С; 20.57253825° И |          |
| ПИО13 |       | Предео изузетних одлика Авала                                  | Вождовац          | БГ     | 44° 41′ 24″ С; 20° 31′ 22″ И / 44.69006892° С; 20.52266486° И |          |
| ПИО23 |       | Предео изузетних одлика Ада Циганлија                          | Чукарица          | БГ     | 44° 46′ 59″ С; 20° 22′ 57″ И / 44.78303964° С; 20.38256324° И |          |
| ПИО36 |       | Предео изузетних одлика Форланд леве обале Дунава код Београда | Земун, Палилула   | БГ     | 44° 53′ 32″ С; 20° 21′ 59″ И / 44.89219414° С; 20.3665044° И  | УПЗ      |

## Споменици природе
| ИД    | Слика | Назив                                                                       | Општине/Градови    | Регија | Локација                                                    | Напомена |
| ----- | ----- | --------------------------------------------------------------------------- | ------------------ | ------ | ----------------------------------------------------------- | -------- |
| СП005 |       | Споменик природе Машин мајдан                                               | Савски венац       | БГ     | 44° 47′ 07″ С; 20° 26′ 10″ И / 44.7853083° С; 20.4362121° И |          |
| СП051 |       | Споменик природе Земунски лесни профил                                      | Земун              | БГ     | 44° 51′ 17″ С; 20° 23′ 49″ И / 44.8547915° С; 20.3969567° И |          |
| СП052 |       | Споменик природе Лесни профил Капела у Батајници                            | Земун              | БГ     | 44° 55′ 09″ С; 20° 19′ 31″ И / 44.9192319° С; 20.3252333° И |          |
| СП070 |       | Природни споменик Миоценски спруд Ташмајдан                                 | Палилула           | БГ     | 44° 48′ 37″ С; 20° 28′ 17″ И / 44.810333° С; 20.471294° И   |          |
| СП071 |       | Морски неогени спруд на Калемегдану                                         | Стари град         | БГ     | 44° 49′ 23″ С; 20° 26′ 47″ И / 44.822963° С; 20.446433° И   |          |
| СП098 |       | Природни споменик Стари примерци биљака на Андрићевом тргу и на Калемегдану | Стари град         | БГ     | 44° 49′ 12″ С; 20° 27′ 03″ И / 44.81991° С; 20.45096° И     |          |
| СП102 |       | Природни споменик Стабла у Земунском парку                                  | Земун              | БГ     | 44° 50′ 29″ С; 20° 24′ 37″ И / 44.8414311° С; 20.4104082° И |          |
| СП103 |       | Природни споменик Једно стабло европске букве на Калемегдану                | Стари град         | БГ     | 44° 49′ 23″ С; 20° 27′ 16″ И / 44.82295° С; 20.45436° И     |          |
| СП156 |       | Споменик природе Ботаничка башта Јевремовац                                 | Стари град         | БГ     | 44° 48′ 58″ С; 20° 28′ 24″ И / 44.816016° С; 20.473236° И   |          |
| СП165 |       | Споменик природе Стабло кедра                                               | Савски венац       | БГ     | 44° 47′ 10″ С; 20° 26′ 48″ И / 44.7860489° С; 20.4466379° И |          |
| СП166 |       | Споменик природе Стабло магнолије                                           | Савски венац       | БГ     | 44° 47′ 24″ С; 20° 26′ 25″ И / 44.790091° С; 20.440319° И   |          |
| СП167 |       | Споменик природе Стабло гинка                                               | Савски венац       | БГ     | 44° 47′ 24″ С; 20° 26′ 24″ И / 44.7900901° С; 20.4401061° И |          |
| СП178 |       | Споменик природе Група стабала храста лужњака код Јозића колибе             | Обреновац          | БГ     | 44° 36′ 11″ С; 20° 11′ 59″ И / 44.6029987° С; 20.199641° И  |          |
| СП179 |       | Споменик природе Две магнолије у Богићевој                                  | Савски венац       | БГ     | 44° 47′ 12″ С; 20° 27′ 18″ И / 44.7867587° С; 20.4550166° И |          |
| СП180 |       | Споменик природе Тиса у Ботићевој                                           | Савски венац       | БГ     | 44° 47′ 12″ С; 20° 27′ 18″ И / 44.786713° С; 20.455089° И   |          |
| СП181 |       | Споменик природе Храст на Цветном тргу                                      | Врачар             | БГ     | 44° 48′ 20″ С; 20° 27′ 55″ И / 44.805442° С; 20.4653955° И  |          |
| СП195 |       | Споменик природе Платан на Врачару                                          | Врачар             | БГ     | 44° 47′ 56″ С; 20° 28′ 23″ И / 44.7989095° С; 20.4729377° И |          |
| СП235 |       | Споменик природе Две тисе Саборне цркве                                     | Стари град         | БГ     | 44° 49′ 05″ С; 20° 27′ 07″ И / 44.817959° С; 20.451905° И   |          |
| СП247 |       | Споменик природе Буква на Дедињу                                            | Савски венац       | БГ     | 44° 47′ 08″ С; 20° 26′ 58″ И / 44.785464° С; 20.449531° И   |          |
| СП248 |       | Споменик природе Академски парк                                             | Стари град         | БГ     | 44° 49′ 10″ С; 20° 27′ 28″ И / 44.819535° С; 20.457866° И   |          |
| СП249 |       | Споменик природе Пионирски парк                                             | Стари град         | БГ     | 44° 48′ 38″ С; 20° 27′ 51″ И / 44.810604° С; 20.464248° И   |          |
| СП250 |       | Споменик природе Три храста лужњака — Баре                                  | Барајево           | БГ     | 44° 33′ 42″ С; 20° 20′ 25″ И / 44.561546° С; 20.3402616° И  |          |
| СП251 |       | Споменик природе Чемпрес на Дедињу                                          | Савски венац       | БГ     | 44° 47′ 17″ С; 20° 27′ 17″ И / 44.7879762° С; 20.4547065° И |          |
| СП252 |       | Споменик природе Тиса у Пожешкој                                            | Чукарица           | БГ     | 44° 46′ 59″ С; 20° 25′ 11″ И / 44.7830159° С; 20.4198012° И |          |
| СП253 |       | Споменик природе Гинко на Врачару                                           | Савски венац       | БГ     | 44° 47′ 56″ С; 20° 27′ 56″ И / 44.7988844° С; 20.465437° И  |          |
| СП263 |       | Споменик природе Шума Кошутњак                                              | Чукарица, Раковица | БГ     | 44° 45′ 52″ С; 20° 26′ 12″ И / 44.76451° С; 20.43668° И     |          |
| СП264 |       | Споменик природе Топчидерски парк                                           | Савски венац       | БГ     | 44° 46′ 45″ С; 20° 26′ 21″ И / 44.77904° С; 20.43926° И     |          |
| СП265 |       | Споменик природе Арборетум Шумарског факултета                              | Чукарица           | БГ     | 44° 46′ 56″ С; 20° 25′ 29″ И / 44.7822618° С; 20.4247882° И |          |
| СП269 |       | Споменик природе Миљаковачка шума                                           | Раковица           | БГ     | 44° 44′ 29″ С; 20° 27′ 14″ И / 44.741379° С; 20.454017° И   |          |
| СП272 |       | Споменик природе Обреновачки Забран                                         | Обреновац          | БГ     | 44° 40′ 01″ С; 20° 14′ 07″ И / 44.666852° С; 20.235233° И   |          |
| СП276 |       | Споменик природе Бајфордова шума                                            | Вождовац           | БГ     | 44° 46′ 00″ С; 20° 28′ 31″ И / 44.7665966° С; 20.475151° И  |          |
| СП280 |       | Споменик природе Кестен на Дорћолу                                          | Стари град         | БГ     | 44° 49′ 18″ С; 20° 27′ 52″ И / 44.8215438° С; 20.4643507° И |          |
| СП283 |       | Споменик природе Звездарска шума                                            | Звездара           | БГ     | 44° 48′ 12″ С; 20° 30′ 27″ И / 44.803386° С; 20.507613° И   |          |
| СП284 |       | Споменик природе Бојчинска шума                                             | Сурчин             | БГ     | 44° 44′ 35″ С; 20° 08′ 18″ И / 44.742997° С; 20.138369° И   |          |
| СП288 |       | Споменик природе Липовичка шума — Дуги рт                                   | Барајево, Чукарица | БГ     | 44° 39′ 12″ С; 20° 24′ 54″ И / 44.653371° С; 20.414874° И   |          |
| СП298 |       | Споменик природе Храст у ЈКП Градска чистоћа                                | Звездара           | БГ     | 44° 48′ 37″ С; 20° 29′ 30″ И / 44.81033° С; 20.49161° И     |          |
| СП299 |       | Споменик природе Винова лоза у Земуну                                       | Земун              | БГ     | 44° 50′ 40″ С; 20° 24′ 42″ И / 44.8445207° С; 20.411731° И  |          |

## Заштићена станишта
| ИД   | Слика | Назив                                       | Општине/Градови | Регија | Локација                                                   | Напомена |
| ---- | ----- | ------------------------------------------- | --------------- | ------ | ---------------------------------------------------------- | -------- |
| ЗС03 |       | Заштићено станиште Гљиве Аде Циганлије      | Чукарица        | БГ     | 44° 47′ 08″ С; 20° 22′ 58″ И / 44.785579° С; 20.3827172° И |          |
| ЗС04 |       | Заштићено станиште Велико блато             | Палилула        | БГ     | 44° 51′ 48″ С; 20° 29′ 44″ И / 44.863265° С; 20.495660° И  |          |
| ЗС11 |       | Заштићено станиште Толинци                  | Сурчин          | БГ     | 44° 45′ 35″ С; 20° 09′ 05″ И / 44.759748° С; 20.151475° И  | УПЗ      |
| ЗС13 |       | Заштићено станиште Зимовалиште малог вранца | Чукарица        | БГ     | 44° 47′ 42″ С; 20° 25′ 10″ И / 44.794986° С; 20.419377° И  | УПЗ      |